# أركان (ألاداغ)
أرکان (بالفارسية: ارکان) هي قرية تقع في إيران في قسم ألاداغ الريفي. يقدر عدد سكانها بـ 2,783 نسمة .